# Kanton Barrême
Barrême is een voormalig kanton van het Franse departement Alpes-de-Haute-Provence. Het kanton maakte deel uit van het arrondissement Digne-les-Bains. Het werd opgeheven bij decreet van 24 februari 2014, met uitwerking op 22 maart 2015. Alle gemeenten werden toegevoegd aan het kanton Riez.

## Gemeenten
Het kanton Barrême omvatte de volgende gemeenten:
- Barrême (hoofdplaats)
- Blieux
- Chaudon-Norante
- Clumanc
- Saint-Jacques
- Saint-Lions
- Senez
- Tartonne